# Setapius apiculatus
Setapius apiculatus är en insektsart som först beskrevs av Franz Xaver Fieber 1876.  Setapius apiculatus ingår i släktet Setapius och familjen kilstritar. Inga underarter finns listade i Catalogue of Life.